# Астахова, Валентина Илларионовна
Валентина Илларионовна Астахова (укр. Валентина Ілларіонівна Астахова; урождённая Пятыхина (укр. Пятихіна); род. 4 апреля 1935, Днепропетровск, Украинская ССР, СССР) — советский и украинский учёный-гуманитарий, специалист в области истории, социологии и педагогики, организатор высшего образования. Доктор исторических наук (1981), профессор (1983). Научную деятельность начала в Харьковском государственном университете. С 1978 года работала в Харьковском юридическом институте, где была заведующей и профессором кафедры научного коммунизма (затем социологии и политологии). В 1991 году основала Харьковский гуманитарный институт (позже — университет) «Народная украинская академия», ректором которого оставалась до 2011 года, после работала советником ректора. Активно занималась общественной деятельностью и налаживанием украинско-российских культурных связей.
Первый кавалер украинского ордена княгини Ольги III степени (1997), Заслуженный работник народного образования Украинской ССР (1990) и почётный гражданин Харькова (2011). Жена профессора и проректора Харьковского государственного университета В. И. Астахова и мать ректора Харьковского гуманитарного университета «Народная украинская академия» Е. В. Астаховой.

## Биография
Родилась в Днепропетровске в семье рабочих Иллариона Гавриловича (1907—1980) и Н. С. (1910—1985) Пятыхиных. Её дядей был Герой Советского Союза, генерал-лейтенант авиации Иван Пятыхин. Во время немецкой оккупации Украины, вместе с матерью и младшим братом была эвакуирована. Находясь в эвакуации в посёлке Сургут Самарской области, пошла в первый класс. После окончания Великой Отечественной войны в 1945 году семья Пятыхиных переехала в Харьков; здесь в 1952 году Валентина окончила среднюю школу № 132.
В 1952 году поступила на исторический факультет Харьковского государственного университета, где познакомилась с учёным-историком Виктором Астаховым, за которого вскоре вышла замуж и взяла его фамилию. Во время обучения в университете предметом её исследований были Отечественная война 1812 года, Донецко-Криворожская советская республика и биография руководителя ДКСР «товарища Артёма»; особое внимание она уделяла изучению интеллигенции как явления культуры. В 1957 году Астахова окончила вуз и начала работать методистом на Харьковской экскурсионной базе ВЦСПС, а также учителем истории в харьковской средней школе № 36. Работая в школе, она, вместе с учениками, основала музей, посвящённый «товарищу Артёму».
В 1961 году поступила в аспирантуру Харьковского государственного университета, и спустя три года защитила диссертацию на соискание учёной степени кандидата исторических наук по теме «Революционная деятельность Артёма (Ф. А. Сергеева) в 1917—1918 годах». Во время работы над кандидатской диссертацией многие коллеги Астаховой советовали ей поменять тему, но, получив поддержку и помощь в виде источников от учёного-историка Аркадия Эпштейна, Валентина Илларионовна смогла завершить своё исследование. Получив учёную степень, Астахова была принята на работу в родной вуз, где вела дисциплину «Теория научного коммунизма». Сначала она занимала должность старшего преподавателя, с 1965 года была доцентом, а с 1972 — старшим научным сотрудником. Занималась подготовкой кандидатов наук и принимала активное участие в общественной жизни вуза. Валентина Илларионовна была инициатором создания и руководителем, в 1961—1971 годах, Художественного совета ХГУ, который курировал творческую самодеятельность студентов. При её участии был основан музей истории ХГУ, а также велась работа по изучению и увековечению памяти Харьковского студенческого батальона. На протяжении двадцати лет, начиная с 1972 года, она занималась организацией Харьковского конкурса молодых лекторов.
В 1978 году Астахова была приглашена на работу в Харьковский юридический институт, где сначала занимала должность доцента, а с 1981 по август 1994 года заведовала кафедрой научного коммунизма (под её руководством кафедра несколько раз меняла своё название, в 1989 — кафедра теории социализма, в 1990 — кафедра социально-политических отношений, в 1991 — кафедра социологии и с 1994 — кафедра социологии и политологии). Работая в Харьковском юридическом институте, написала и защитила в 1980 году (по другим данным 1981 году) в Московском государственном университете докторскую диссертацию по теме «Закономерности формирования и развития социалистической интеллигенции». Её официальными оппонентами по этой работе стали профессора В. Г. Смольков, Ц. А. Степанян и С. А. Федюкин. Заведуя кафедрой, создала свою научную школу, которая занималась изучением интеллектуального потенциала общества и совершенствования подготовки специалистов, руководила изданием коллективных монографий, стала научным руководителем для 25 (по другим данным более 30) кандидатов наук и научным консультантом для 6 докторов.
В 1991 году она основала и возглавила Харьковский гуманитарный институт (позже — университет) «Народная украинская академия», который стал одним из первых частных вузов на Украине; Астахова была профессором кафедры социологии в этом вузе. В 1993 году она возглавила северо-восточное отделение и стала вице-президентом Ассоциации учебных заведений Украины негосударственной формы собственности. В 1996 году вуз получил III уровень аккредитации, а в 2002 году — IV уровень. В 1997 году Валентина Илларионовна стала первым кавалером недавно учреждённого ордена княгини Ольги III степени. В 2004 году она была избрана действительным членом Академии наук Высшей школы Украины.
В 2011 году покинула пост ректора Харьковского гуманитарного университета «Народная украинская академия» и заняла место советника ректора в том же вузе.

## Общественная деятельность и взгляды
Одновременно с работой в Харьковском юридическом институте Валентина Илларионовна Астахова активно занималась общественной работой. Она была включена в состав делегации от Украинской ССР, которая участвовала в XL сессии Генеральной ассамблеи ООН в 1985 году. В 1986 году вошла в президиум республиканского отделения общества «Знание». Валентина Илларионовна была заместителем председателя Харьковского областного женского совета и членом Всеукраинского союза женщин. С 1987 по 1991 год возглавляла Харьковскую областную ячейку общества «Знание».
После 1991 года Астахова активно занималась поддержкой и укреплением социально-культурных связей с Россией. В 2009 году в возглавляемом ею вузе был открыт Центр российской культуры, который стал первым подобным заведением на территории Украины, в следующем году под её руководством была открыта «Аллея Памяти в честь 65-летия Победы в Великой Отечественной войне». Она стала инициатором проведения в Харькове акции «Георгиевская ленточка» и строительства часовни Святой Татьяны, которая стала первой студенческой часовней в Харькове. Также университет под её руководством осуществил ряд научно-исследовательских проектов совместно с российскими вузами.

Я очень счастливый человек. На протяжении всей своей жизни мне везло делать то дело, которое я считала для себя самым важным и очень полезным людям. Прежде всего, это, конечно, образование, а теперь последние 20 лет ещё и дружба, любовь и сохранение верности моей бывшей большой Родине. Я бесконечно счастлива этой награде. Всю душу свою до последнего дыхания я вложу в то, чтобы дружба между россиянами и украинцами сохранялась, развивалась и укреплялась— слова Валентины Илларионовны Астаховой, во время вручения её медали Пушкина
Астахова являлась одним из авторов Закона Украины «Об образовании», была участницей и инициатором харьковских региональных программ «Харьковщина — 2010» и «Мой учитель».

## Семья

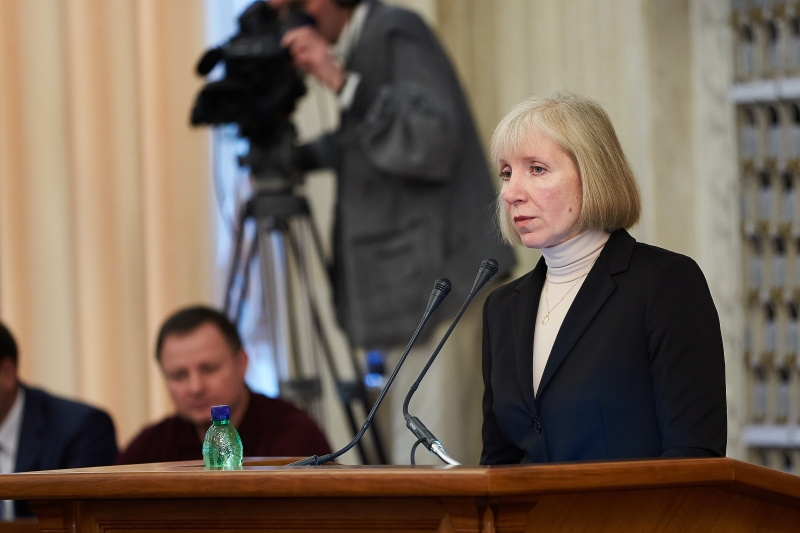
Екатерина Викторовна Астахова во время выступления в Харьковском областном совете. 2 декабря 2013

Ещё в студенческие годы Валентина Илларионовна вышла замуж за своего преподавателя Виктора Астахова (1922—1972), от которого родила двоих детей — сына Виктора и дочь Екатерину.
Её муж — Виктор Иванович в 1963 году стал доктором исторических наук и профессором. В 1959—1961 годах был секретарём Харьковского областного комитета компартии, а с начала 1960-х и до смерти был проректором по учебной работе и первым заведующим кафедры историографии, вспомогательных исторических дисциплин и методики истории Харьковского государственного университета.
Её дети также работают в Харьковском гуманитарном университете «Народная украинская академия». Дочь Екатерина (род. 1959) в 1996 году стала доктором исторических наук, а следующем году профессором. Некоторое время работала в Харьковском педагогическом институте, а затем перешла в Народную украинскую академию, где сначала была проректором и профессором кафедры гуманитарных дисциплин, а с 2011 года является ректором этого вуза. Сын Виктор (род. 1957) является кандидатом юридических наук и профессором, возглавляет факультет «Бизнес-управление».

## Награды
Валентина Илларионовна была удостоена ряда государственных и общественных наград, среди которых были:

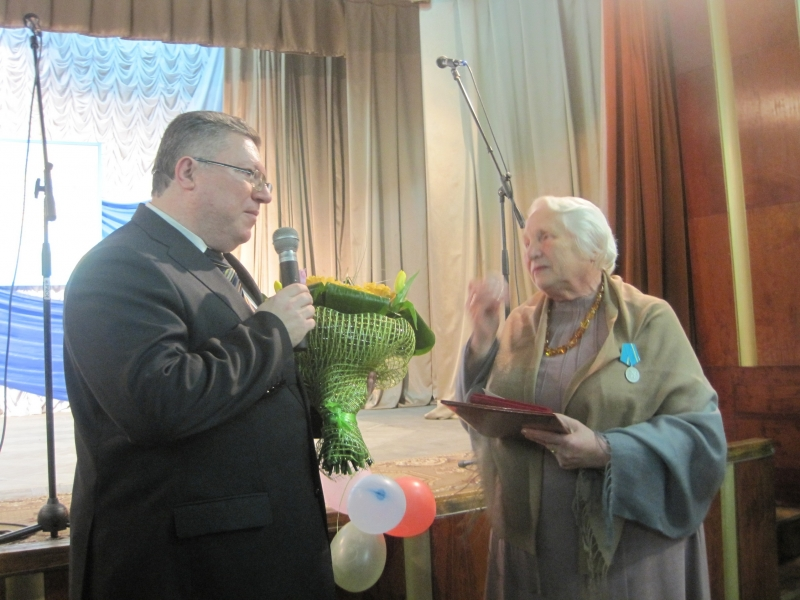
С. А. Семёнов вручает Валентине Астаховой медаль Пушкина, 16 ноября 2012 года

- Почётное звание «Заслуженный работник народного образования Украинской ССР» (Указ Президиума Верховного Совета Украинской ССР № 398-XII от 18 октября 1990) — «за заслуги в развитии правоведения и подготовке высококвалифицированных юридических кадров»[26];
- Орден княгини Ольги II степени (Указ Президента Украины[укр.] Леонида Кучмы № 929/2004 от 19 августа 2004) — «за значительный личный вклад в создание и реализацию инновационной модели регионального развития, весомые достижения в профессиональной деятельности и по случаю 350-летия основания города Харькова»[27];
- Орден княгини Ольги III степени (Указ Президента Украины Леонида Кучмы № 928/97 от 29 августа 1997[28]; экземпляр № 001[29][5]) — «за выдающийся личный вклад в духовное возрождение Украины, решение проблем семьи, женщин и детей, профессиональную и общественную деятельность на благо украинского народа»[28];
- Медаль Пушкина (Указ Президента Российской Федерации Дмитрия Медведева № 288 от 6 марта 2012[30]; вручена Генеральным консулом России в Харькове С. А. Семёновым 16 ноября 2012[19]) — «за большой вклад в развитие культурных связей с Российской Федерацией, сохранение и популяризацию русского языка и культуры за рубежом»[30];
- Медаль «За доблестный труд. В ознаменование 100-летия со дня рождения Владимира Ильича Ленина» (1970)[8];
- Благодарность Президента Украины (1999)[8];
- Почётная грамота Верховной рады Украины[укр.] (2010)[1];
- Нагрудный знак Министерства образования и науки Украины «Отличник образования Украины» (2003)[1];
- Нагрудный знак Министерства образования и науки Украины «За научные достижения»[укр.] (2006)[1];
- Почётная грамота Министерства образования и науки Украины (2002);
- Почётный гражданин Харькова (2011)[1];
- Почётное отличие Харьковского областного совета «Слобожанская слава»[укр.] (2010)[1];
- Нагрудный знак Академии педагогических наук Украины «Ушинский К. Д.» (2010)[1];

У меня есть и государственные, и негосударственные награды. Я их не ношу, но если бы меня попросили их надеть, я бы надела медаль «За гражданское мужество», которую мне вручили ветераны войны в Афганистане. Теперь мне очень дорога и медаль Пушкина. Мы сделали центр русской культуры, проводим большую работу по пропаганде русской культуры и стали методическим центром для всех центров русской культуры в Украине. Я считаю очень важным для Украины сохранение контактов с нашими братьями — Россией. А когда за такую работу награждают — это высшее счастье— Валентина Астахова, о своём награждении медалью Пушкина